# Mausoléu dos Piastas Silesianos (Legnica)

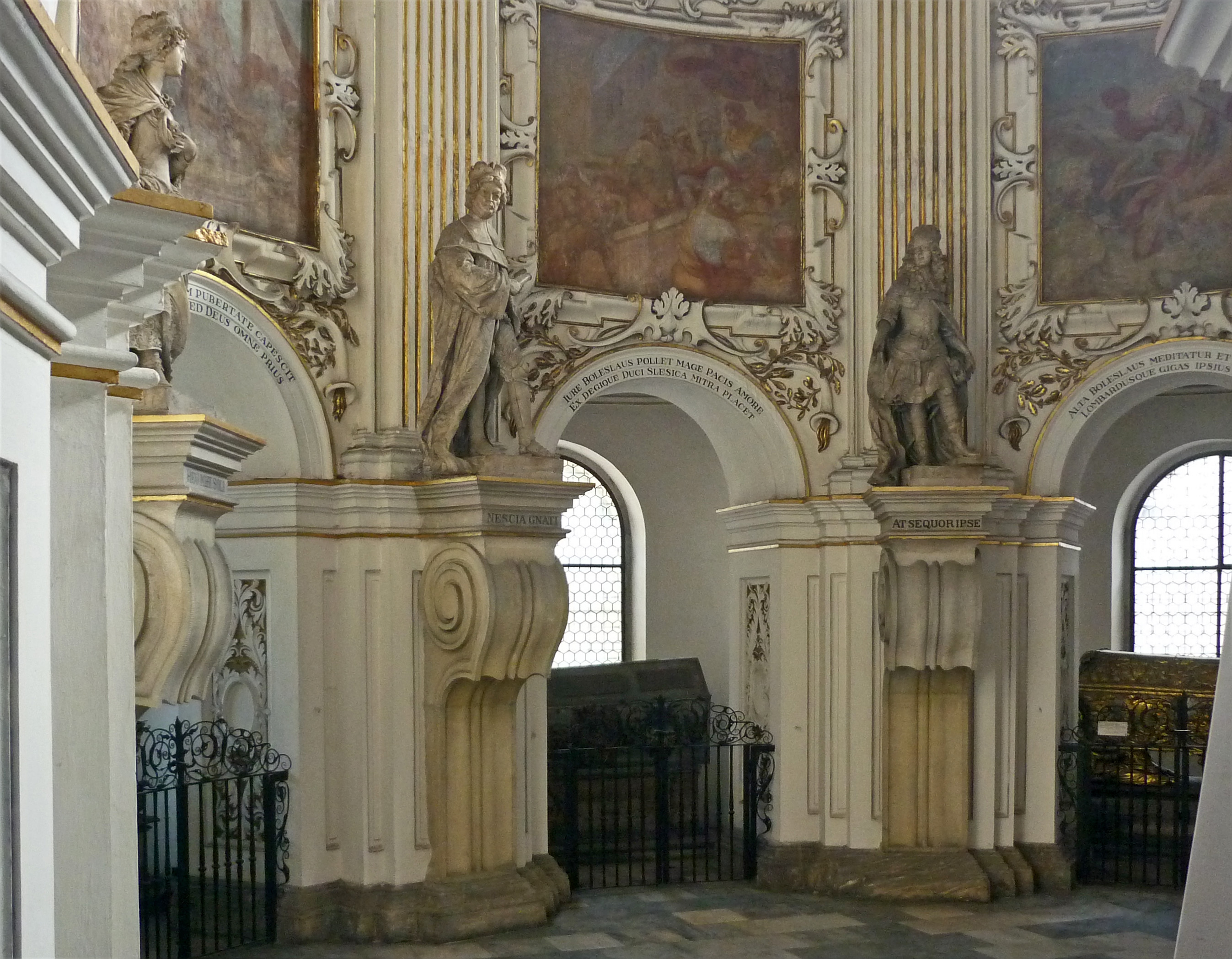
Interior do mausoléu

O Mausoléu dos Piastas Silesianos em Legnica - mausoléu de príncipes de Legnica e Brzesko na igreja do São João Batista em Legnica. A capela surgiu no resultado de uma adaptação e reconstrução do presbitério velho no estilo gótico na igreja calvinista em Legnica.
A construção adere atualmente a parede oriental da igreja pós-jesuíta construída no início do século XVIII, atualmente a igreja dos franciscanos. O Mausoléu foi fundado depois do falecimento do príncipe Jorge Guilherme por sua mãe, Ludwika Anhalcka como o monumento memorizando os últimos representantes da dinastia dos Piastas.
A capela foi construída nos anos 1677-1679 e octogonal, encoberta por domo, com decoração maravilhosa barroca. Esta decoração, feita por Maciej Rauchmüller, divide-se em 3 partes. A mais alta, no centro da cópula, fica fresco com a apresentação do deus greco Hélio parando sua biga perante a constelação de Câncer. Nas duas abaixo é ilustrada a cena da história da dinastia dos Piastas.
Nos cinco nichos na parte baixa da capela ficam os sarcófagos: de Luísa, Cristiano, Sofia Elizabeth, Jorge Guilherme e Luís IV. Acima dos nichos foram postos os monumentos dos últimos representantes da família principesca: Jorge Guilherme, Luisa, Cristiano e Carolina.
Debaixo de pavimento fica uma cripta grande, onde estão postos os túmulos do resto do linhal da dinastia dos Piastas que foram sepultados na igreja gótica (já não existente) entre séculos XVI e XVII.